# Pidonia pullata
Pidonia pullata är en skalbaggsart som beskrevs av Holzschuh 1998. Pidonia pullata ingår i släktet Pidonia och familjen långhorningar. Inga underarter finns listade i Catalogue of Life.